# Khabar Lahariya
Khabar Lahariya (traducción: Noticias ) es un periódico indio, publicado en varios dialectos rurales del hindi, incluidos los dialectos Bundeli, Avadhi y Bajjika. El periódico fue creado por Nirantar, una organización no gubernamental con sede en Nueva Delhi especializada en género y  educación. Aunque inicialmente se consideró una publicación de mujeres,  cubre noticias de política y crímenes locales, temas sociales y de entretenimiento, siempre desde una perspectiva feminista. En septiembre de 2012, su tirada total, incluidas todas las ediciones, era de unos 6.000 ejemplares, con un número estimado de 80.000 lectores. 

## Circulación y alcance
El primer número del periódico se publicó en mayo de 2002 en la ciudad de Karwi en el distrito de Chitrakoot  de Uttar Pradesh, en el dialecto local del hindi Bundeli. En 2012, se lanzaron las ediciones de los distritos de Mahoba, Lucknow y Varanasi, Uttar Pradesh en los dialectos Bundeli, Awadhi y Bhojpuri, respectivamente. El periódico también tiene una edición en el distrito Sitamarhi de Bihar en dialecto Bajjikka, y en Banda, Uttar Pradesh, en el dialecto Bundeli. . En septiembre de 2012, su tirada total, incluidas todas las ediciones, era de unos 6.000 ejemplares vendidos en unas 600 aldeas de Uttar Pradesh y Bihar con un número estimado de 20.000 lectores.
El sitio web de Khabar Lahariya, Khabarlahariya.org se inauguró en Bombay el 13 de febrero de 2013. El sitio web, guarda la misma línea editorial que el periódico impreso, conserva y vuelve a publicar los mejores artículos del periódico. También es el único sitio web donde el contenido está disponible en los dialectos locales en los que se publica el periódico.
A partir de 2016, el periódico cambió en gran medida a un formato digital creando un canal de video y de noticias en videoclips. El mismo colectivo de mujeres periodistas que lo lleva, dirige también una agencia de medios digitales que cubre historias de la India rural, principalmente del estado de Uttar Pradesh.

## Rasgos distintivos
La línea editorial del periódico la aporta un colectivo de 40 mujeres periodistas rurales. El periódico está escrito, editado, producido, distribuido y comercializado en su totalidad por mujeres rurales de comunidades desfavorecidas (castas y tribus registradas, dalits y musulmanes). Las mujeres que crean la información también editan, producen, distribuyen y comercializan el periódico. Meera Jatav es la editora jefa y trabaja desde Karwi desde que Khabar Lahariya se puso en marcha. El periódico está especializado en denunciar los escándalos locales, desde la corrupción hasta los casos de mal trato a las mujeres. Publica principalmente noticias locales que interesan sobre todo a sus lectores rurales, junto con algunas noticias nacionales e internacionales.

## Premios y reconocimientos
En 2004, el colectivo de mujeres periodistas que sacaron adelante Khabar Lahariya recibió el prestigioso premio Chameli Devi Jain para las mujeres periodistas. En 2009, el periódico recibió el Premio de Alfabetización Rey Sejong de la UNESCO. A partir de este reconocimiento, se planificó expandir el periódico. Retrieved 18 September 2012</ref>. En 2012, Khabar Lahariya ganó el premio Laadli Media Award por los reportajes sensibles al género. También, en el mismo año, el canal de noticias indio Times Now otorgó a Khabar Lahariya el Amazing Indian Award. En 2013, el recibió el premio Kaifi Azmi en memoria del poeta Kaifi Azmi; un premio anual que entrega la Academia All India Kaifi Azmi en el aniversario de su muerte.
En 2014, el canal de medios alemán Deutsche Welle otorgó el prestigioso premio Global Media Forum Award al sitio web del periódico en la conferencia anual Best of Blogs celebrada en Bonn, Alemania.
En 2021 se estrenó un documental indio sobre el periódico titulado Writing With Fire.La película ha ganado numerosos premios internacionales, incluidos algunos en el Festival de Cine de Sundance de 2021, y fue seleccionada para el Premio de la Academia a la Mejor Película Documental en los 94° Premios de la Academia. La publicación también ganó un Premio al Coraje de la International Women's Media Foundation en junio por cómo "perturba e interroga el status quo, donde los creadores de noticias han sido durante mucho tiempo hombres, de casta superior y conectados políticamente".